# Puoc
Puoc (Xinh Mun), jedan od Khmu naroda iz sjevernog Vijetnama u provincijama Lai Chau i Son La i susjednom Laosu u provinciji Houaphan. Jezično pripadaju podskupini Xinh Mul a srodni su ostalim Khmu narodima, osobito s Kháng i Kniang Phong. Na kraju 20. stoljeća populacija im je bila preko 18.000 u Vijetamu gdje su poznati kao Xinh Mun, i preko 2.000 u Laosu.
Puoci često žive u selima zajedno s narodom Tai Dam. Ženska Puoc-nošnja, kratki prsluk s nizom srebrnih dugmeta pažljivo raspoređen u obliku krila leptira, nalikuje onim što ga nose Tai Dam-žene. Pod jednim krovom često žive tri gerneracje zajedno. Dom Puoca podijeljen je na dva glavna odjeljka, to je plang, rezerviran za muškarce i goste, i xia, gdje obitelj spava, kuha i jede. Postoje dva glavna porodična imena (loze), Vi i Lo, kojima je sveta jedna životinja.
Ekonomija se temelji na uzgoju riže i kukuruza.
Raširen je običaj žvakanja betelovog oraha koji izaziva crnjenje zubi, koji su za Puoce na veoma visokoj cijeni, a uobičajena je izreka 'Svaki pas može imati bijele zube'. Jednom godišnje održavaju se ceremonije u čast duhova sela. 

## Vanjske poveznice
- The Xinh-mun  Arhivirana inačica izvorne stranice od 6. ožujka 2021. (Wayback Machine)